# Sheila Regina Profice
Dra. Sheila Regina Profice (n. 1948) es una botánica brasileña, que desarrolla actividades como investigadora asociada del Instituto de Pesquisas Jardín Botánico de Río de Janeiro, en la Escuela Nacional de Botánica Tropical, Rio de Janeiro
Desarrolla trabajos en las líneas de investigaciones en: taxonomía de fanerógamas, con énfasis en acantáceas, florística de la mata atlántica, conservación ambiental; y en los Proyectos: Flora de la Serra do Cipó, Flora de Goiás, Florística de un trecho de floresta atlántica en ARIE de Cicuta, Rio de Janeiro.

## Algunas publicaciones

### Libros
- sheila regina Profice. 1998. Acanthaceae. En: Reserva Ecológica de Macaé de Cima, Nova Friburgo - RJ. Aspectos florísticos das espécies vasculares (M.P.M. Lima & R.R. Guedes-Bruni, eds.). Jardim Botânico do Rio de Janeiro 2: 23-35

- ---------------------------------. 1997. Acanthaceae. En: Flórula da APA Cairuçu, Parati, RJ: espécies vasculares (M.C.M. Marques, a.s.f. Vaz & R. Marquete, orgs.). Série Estudos e Contribuições. Jardim Botânico do Rio do Janeiro 14: 9-23

- ---------------------------------. 1988. Mendoncia Vell. ex Vand. (Acanthaceae). Espécies ocorrentes no Brasil. Arquivos do Jardim Botânico do Rio de Janeiro 29:201-279

- ---------------------------------. 1986. Mendoncia Vell. ex Vand. (Acanthaceae) espécies ocorrentes no Brasil. Editor Universidade Federal do Rio de Janeiro, 306 pp.

- La abreviatura «Profice» se emplea para indicar a Sheila Regina Profice como autoridad en la descripción y clasificación científica de los vegetales.[5]